# Parnarama
Parnarama es un municipio brasileño del estado de Maranhão. Su población estimada en 2004 era de 33.052 habitantes.

## Historia
El municipio de Parnarama comenzó en el mismo lugar donde es hoy está la sede del municipio de Matões. 
La población surgió cuando ocupantes de varias asignaciones, siguiendo a los jesuitas que partieron de Aldeas Altas, hoy Caxias, curso al sertón maranhense, dieron inicio a la tala del territorio, radicándose algunos de ellos en el sitio São José, en la Parcela Atoleiro, para formar la población. Fue elevado a la categoría de villa con la denominación de São José dos Matões, por la resolución del 19 de abril de 1833, confirmada, por la Ley Provincial nº 7, del 29 de abril de 1835. 